# Lendersdorfer Straße (Düren)
Die Lendersdorfer Straße in der Kreisstadt Düren (Nordrhein-Westfalen) ist eine Innerortsstraße. Sie liegt im Stadtteil Rölsdorf.

## Lage
Die Straße beginnt an der Kreuzung Monschauer Straße / Monschauer Landstraße / Bahnstraße. Sie führt an der Boisdorfer Siedlung vorbei zum Stadtteil Lendersdorf.

## Geschichte
Die Straße wurde Ende des 19. Jahrhunderts ausgebaut.